# روان‌شناسی ایگو
روان‌شناسی ایگو مکتبی از روان‌کاوی است که ریشه در مدل ساختاری اید-ایگو-سوپرایگوی ذهن زیگموند فروید دارد.
فرد با دنیای بیرونی تعامل دارد و نیز به نیروهای درونی پاسخ می‌دهد. بسیاری از روان‌کاوان، ساختاری نظری به نام ایگو را بکار می‌گیرند تا توضیح دهند که چگونه این امر از طریق عملکردهای متعدد ایگو انجام می‌پذیرد. طرفداران روان‌شناسی ایگو روی رشد نرمال و آسیب‌شناختی ایگو، مدیریت تکانه‌های جنسی و پرخاشگارانه و نیز سازگاری آن با واقعیت تمرکز می‌کنند.